# Mottola
Mottola är en ort och kommun i provinsen Taranto i regionen Apulien i Italien. Kommunen hade 15 842 invånare (2017).